# Eleições legislativas portuguesas de 2015 no distrito do Porto
| Eleições legislativas portuguesas de 2015 Distritos: Aveiro \| Beja \| Braga \| Bragança \| Castelo Branco \| Coimbra \| Évora \| Faro \| Guarda \| Leiria \| Lisboa \| Portalegre \| Porto \| Santarém \| Setúbal \| Viana do Castelo \| Vila Real \| Viseu \| Açores \| Madeira \| Estrangeiro |

## Resultados por concelho
Os resultados nos concelhos do Distrito do Porto foram os seguintes:

### Amarante
| Partido                 | Partido                         | Votos  | %               | +/-  |
| ----------------------- | ------------------------------- | ------ | --------------- | ---- |
|                         | Portugal à Frente               | 12 634 | 44,13 / 100,00  | 6,76 |
|                         | Partido Socialista              | 10 354 | 36,17 / 100,00  | 0,70 |
|                         | Bloco de Esquerda               | 2 092  | 7,31 / 100,00   | 4,16 |
|                         | Coligação Democrática Unitária  | 1 065  | 3,72 / 100,00   | 0,80 |
|                         | Partido Democrático Republicano | 544    | 1,90 / 100,00   | Novo |
|                         | Outros                          | 1 099  | 3,84 / 100,00   |      |
| Votos Inválidos         | Votos Inválidos                 | 840    | 2,93 / 100,00   | 0,25 |
| Total                   | Total                           | 28 628 | 100,00 / 100,00 |      |
| Eleitorado/Participação | Eleitorado/Participação         | 53 587 | 53,42 / 100,00  | 1,88 |

| Freguesia                            | %     | %     | %    | %     | %    | Votantes |
| Freguesia                            | PÀF   | PS    | BE   | CDU   | PDR  | Votantes |
| ------------------------------------ | ----- | ----- | ---- | ----- | ---- | -------- |
| Aboadela, Sanche e Várzea            | 56,05 | 27,26 | 5,17 | 2,23  | 1,65 | 851      |
| Amarante, Madalena, Cepelos e Gatão  | 37,36 | 39,62 | 9,76 | 4,83  | 2,51 | 6 252    |
| Ansiães                              | 40,91 | 34,85 | 4,17 | 11,74 | 1,52 | 264      |
| Bustelo, Carneiro e Carvalho de Rei  | 50,68 | 31,74 | 5,25 | 1,37  | 2,28 | 438      |
| Candemil                             | 50,29 | 33,43 | 3,71 | 4,86  | 0,86 | 350      |
| Figueiró (Santiago e Santa Cristina) | 55,02 | 26,53 | 7,01 | 3,33  | 0,91 | 1 983    |
| Fregim                               | 44,71 | 34,39 | 9,24 | 2,58  | 2,33 | 1 201    |
| Freixo de Cima e de Baixo            | 49,86 | 31,87 | 5,78 | 2,37  | 2,15 | 1 817    |
| Fridão                               | 38,79 | 43,22 | 4,91 | 1,64  | 2,34 | 428      |
| Gondar                               | 40,42 | 41,41 | 8,59 | 2,20  | 1,65 | 908      |
| Gouveia (São Simão)                  | 55,49 | 28,03 | 4,91 | 2,31  | 1,45 | 346      |
| Jazente                              | 46,11 | 38,90 | 4,32 | 3,46  | 1,15 | 347      |
| Lomba                                | 38,95 | 36,51 | 6,90 | 6,69  | 1,22 | 493      |
| Louredo                              | 42,94 | 35,46 | 8,59 | 2,49  | 3,60 | 361      |
| Lufrei                               | 34,85 | 44,28 | 6,89 | 4,36  | 3,95 | 987      |
| Mancelos                             | 47,31 | 35,13 | 7,10 | 2,82  | 1,16 | 1 634    |
| Olo e Canadelo                       | 45,17 | 35,52 | 5,86 | 2,76  | 0,69 | 290      |
| Padronelo                            | 35,25 | 42,57 | 7,32 | 3,55  | 2,44 | 451      |
| Rebordelo                            | 52,70 | 28,38 | 6,76 | 1,35  | 0,68 | 148      |
| Salvador do Monte                    | 37,21 | 44,97 | 7,05 | 3,17  | 1,23 | 567      |
| Telões                               | 50,65 | 28,51 | 7,96 | 4,49  | 2,41 | 2 073    |
| Travanca                             | 50,38 | 33,59 | 4,69 | 2,40  | 1,20 | 917      |
| Vila Caiz                            | 33,26 | 47,59 | 7,69 | 4,26  | 1,26 | 1 431    |
| Vila Chã do Marão                    | 44,13 | 37,50 | 5,49 | 2,08  | 4,36 | 528      |
| Vila Garcia, Aboim e Chapa           | 59,43 | 23,75 | 4,69 | 2,75  | 2,55 | 981      |
| Vila Meã                             | 40,63 | 41,21 | 6,31 | 4,42  | 0,46 | 2 582    |
| Amarante                             | 44,13 | 36,17 | 7,31 | 3,72  | 1,90 | 28 628   |

### Baião
| Partido                 | Partido                        | Votos  | %               | +/-   |
| ----------------------- | ------------------------------ | ------ | --------------- | ----- |
|                         | Partido Socialista             | 4 229  | 46,22 / 100,00  | 5,66  |
|                         | Portugal à Frente              | 3 428  | 37,46 / 100,00  | 11,09 |
|                         | Bloco de Esquerda              | 552    | 6,03 / 100,00   | 4,38  |
|                         | Coligação Democrática Unitária | 263    | 2,87 / 100,00   | 0,33  |
|                         | Outros                         | 364    | 3,96 / 100,00   |       |
| Votos Inválidos         | Votos Inválidos                | 314    | 3,43 / 100,00   | 0,09  |
| Total                   | Total                          | 9 150  | 100,00 / 100,00 |       |
| Eleitorado/Participação | Eleitorado/Participação        | 17 944 | 50,99 / 100,00  | 2,09  |

| Freguesia                                 | %     | %     | %    | %    | Votantes |
| Freguesia                                 | PS    | PÀF   | BE   | CDU  | Votantes |
| ----------------------------------------- | ----- | ----- | ---- | ---- | -------- |
| Ancede e Ribadouro                        | 53,28 | 31,53 | 5,78 | 2,78 | 1 297    |
| Baião (Santa Leocádia) e Mesquinhata      | 55,63 | 33,80 | 3,76 | 1,64 | 426      |
| Campelo e Ovil                            | 30,81 | 50,49 | 6,98 | 2,71 | 1 733    |
| Frende                                    | 50,81 | 31,72 | 7,53 | 2,42 | 372      |
| Gestaçô                                   | 44,01 | 38,39 | 4,12 | 3,75 | 534      |
| Gove                                      | 45,99 | 36,61 | 7,46 | 2,49 | 885      |
| Grilo                                     | 35,07 | 44,78 | 4,48 | 7,09 | 268      |
| Loivos da Ribeira e Tresouras             | 47,00 | 38,00 | 7,50 | 3,00 | 400      |
| Loivos do Monte                           | 40,00 | 41,88 | 5,00 | 2,00 | 160      |
| Santa Cruz do Douro e São Tomé de Covelas | 61,21 | 25,08 | 6,70 | 2,76 | 941      |
| Santa Marinha do Zêzere                   | 52,02 | 29,51 | 6,75 | 3,54 | 1 186    |
| Teixeira e Teixeiró                       | 37,81 | 50,50 | 2,49 | 1,24 | 402      |
| Valadares                                 | 40,59 | 44,62 | 2,96 | 4,57 | 372      |
| Viariz                                    | 42,53 | 45,50 | 1,72 | 2,30 | 174      |
| Baião                                     | 46,22 | 37,46 | 6,03 | 2,87 | 9 150    |

### Felgueiras
| Partido                 | Partido                         | Votos  | %               | +/-  |
| ----------------------- | ------------------------------- | ------ | --------------- | ---- |
|                         | Portugal à Frente               | 14 938 | 48,47 / 100,00  | 0,60 |
|                         | Partido Socialista              | 9 301  | 30,18 / 100,00  | 7,86 |
|                         | Bloco de Esquerda               | 2 804  | 9,10 / 100,00   | 5,56 |
|                         | Coligação Democrática Unitária  | 1 291  | 4,19 / 100,00   | 0,27 |
|                         | Partido Democrático Republicano | 342    | 1,11 / 100,00   | Novo |
|                         | PCTP/MRPP                       | 327    | 1,06 / 100,00   | 0,01 |
|                         | Outros                          | 941    | 3,04 / 100,00   |      |
| Votos Inválidos         | Votos Inválidos                 | 873    | 2,83 / 100,00   | 0,09 |
| Total                   | Total                           | 30 817 | 100,00 / 100,00 |      |
| Eleitorado/Participação | Eleitorado/Participação         | 51 908 | 59,37 / 100,00  | 1,64 |

| Freguesia                                    | %     | %     | %     | %    | %    | %    | Votantes |
| Freguesia                                    | PÀF   | PS    | BE    | CDU  | PDR  | PCTP | Votantes |
| -------------------------------------------- | ----- | ----- | ----- | ---- | ---- | ---- | -------- |
| Aião                                         | 61,10 | 18,70 | 7,73  | 2,99 | 1,50 | 1,25 | 401      |
| Airães                                       | 53,06 | 31,20 | 7,41  | 2,71 | 0,50 | 0,64 | 1 404    |
| Friande                                      | 57,85 | 20,31 | 9,54  | 3,79 | 2,15 | 1,54 | 975      |
| Idães                                        | 40,29 | 37,14 | 11,07 | 3,86 | 1,50 | 0,64 | 1 400    |
| Jugueiros                                    | 51,36 | 27,79 | 8,16  | 5,29 | 0,91 | 0,60 | 662      |
| Macieira da Lixa e Caramos                   | 51,68 | 29,60 | 6,83  | 4,10 | 0,78 | 0,78 | 2 051    |
| Margaride, Várzea, Lagares, Varziela e Moure | 47,92 | 29,16 | 10,25 | 4,27 | 1,28 | 1,01 | 9 467    |
| Pedreira, Rande e Sernande                   | 39,45 | 32,60 | 10,35 | 7,99 | 1,15 | 1,84 | 1 739    |
| Penacova                                     | 34,92 | 43,49 | 11,49 | 1,68 | 0,77 | 2,30 | 653      |
| Pinheiro                                     | 43,74 | 31,06 | 11,71 | 5,20 | 1,14 | 1,79 | 615      |
| Pombeiro de Ribavizela                       | 41,76 | 31,63 | 10,46 | 7,41 | 1,40 | 1,48 | 1 214    |
| Refontoura                                   | 49,86 | 28,56 | 10,56 | 4,05 | 0,57 | 1,04 | 1 061    |
| Regilde                                      | 33,70 | 44,20 | 9,53  | 3,31 | 1,38 | 0,97 | 724      |
| Revinhade                                    | 45,07 | 33,41 | 10,76 | 3,59 | 1,12 | 0,90 | 446      |
| Sendim                                       | 56,24 | 23,83 | 8,13  | 3,12 | 1,00 | 1,67 | 898      |
| Torrados e Sousa                             | 45,97 | 36,19 | 6,92  | 3,32 | 1,26 | 1,32 | 1 749    |
| Unhão e Lordelo                              | 53,73 | 26,09 | 9,94  | 4,81 | 0,62 | 0,62 | 644      |
| Vila Cova da Lixa e Borba de Godim           | 56,27 | 25,71 | 7,05  | 3,14 | 0,83 | 0,71 | 3 119    |
| Vila Fria e Vizela (São Jorge)               | 42,37 | 36,31 | 6,60  | 5,36 | 1,10 | 0,83 | 727      |
| Vila Verde e Santão                          | 57,72 | 27,53 | 5,53  | 2,07 | 0,58 | 0,58 | 868      |
| Felgueiras                                   | 48,47 | 30,18 | 9,10  | 4,19 | 1,11 | 1,06 | 30 817   |

### Gondomar
| Partido                 | Partido                         | Votos   | %               | +/-   |
| ----------------------- | ------------------------------- | ------- | --------------- | ----- |
|                         | Partido Socialista              | 28 769  | 33,27 / 100,00  | 1,26  |
|                         | Portugal à Frente               | 28 246  | 32,67 / 100,00  | 11,40 |
|                         | Bloco de Esquerda               | 11 231  | 12,99 / 100,00  | 6,94  |
|                         | Coligação Democrática Unitária  | 9 052   | 10,47 / 100,00  | 1,16  |
|                         | Pessoas–Animais–Natureza        | 1 590   | 1,84 / 100,00   | 0,81  |
|                         | PCTP/MRPP                       | 1 313   | 1,52 / 100,00   | 0,24  |
|                         | Partido Democrático Republicano | 943     | 1,09 / 100,00   | Novo  |
|                         | Outros                          | 2 151   | 2,48 / 100,00   |       |
| Votos Inválidos         | Votos Inválidos                 | 3 175   | 3,67 / 100,00   | 0,60  |
| Total                   | Total                           | 86 470  | 100,00 / 100,00 |       |
| Eleitorado/Participação | Eleitorado/Participação         | 144 829 | 59,70 / 100,00  | 2,98  |

| Freguesia                            | %     | %     | %     | %     | %    | %    | %    | Votantes |
| Freguesia                            | PS    | PÀF   | BE    | CDU   | PAN  | PCTP | PDR  | Votantes |
| ------------------------------------ | ----- | ----- | ----- | ----- | ---- | ---- | ---- | -------- |
| Baguim do Monte                      | 34,29 | 33,05 | 12,58 | 8,67  | 2,16 | 1,29 | 1,21 | 7 530    |
| Fânzeres e São Pedro da Cova         | 32,19 | 28,42 | 12,57 | 16,07 | 1,68 | 2,21 | 0,95 | 18 559   |
| Foz do Sousa e Covelo                | 33,60 | 39,26 | 10,47 | 6,39  | 1,61 | 1,33 | 0,73 | 4 223    |
| Gondomar (São Cosme), Valbom e Jovim | 31,72 | 35,23 | 13,01 | 9,09  | 1,83 | 1,51 | 1,25 | 25 034   |
| Lomba                                | 38,56 | 35,17 | 12,29 | 6,21  | 1,41 | 1,41 | 1,27 | 708      |
| Melres e Medas                       | 38,71 | 34,01 | 10,07 | 7,12  | 1,27 | 1,27 | 0,94 | 3 387    |
| Rio Tinto                            | 34,30 | 31,84 | 14,14 | 9,56  | 1,98 | 1,18 | 1,08 | 27 029   |
| Gondomar                             | 33,27 | 32,67 | 12,99 | 10,47 | 1,84 | 1,52 | 1,09 | 86 470   |

### Lousada
| Partido                 | Partido                         | Votos  | %               | +/-  |
| ----------------------- | ------------------------------- | ------ | --------------- | ---- |
|                         | Portugal à Frente               | 11 021 | 46,23 / 100,00  | 1,89 |
|                         | Partido Socialista              | 7 885  | 33,08 / 100,00  | 5,45 |
|                         | Bloco de Esquerda               | 1 905  | 7,99 / 100,00   | 5,10 |
|                         | Coligação Democrática Unitária  | 1 097  | 4,60 / 100,00   | 0,64 |
|                         | Partido Democrático Republicano | 261    | 1,09 / 100,00   | Novo |
|                         | Outros                          | 978    | 4,11 / 100,00   |      |
| Votos Inválidos         | Votos Inválidos                 | 691    | 2,90 / 100,00   | 0,25 |
| Total                   | Total                           | 23 838 | 100,00 / 100,00 |      |
| Eleitorado/Participação | Eleitorado/Participação         | 40 372 | 59,05 / 100,00  | 2,87 |

| Freguesia                                        | %     | %     | %    | %    | %    | Votantes |
| Freguesia                                        | PÀF   | PS    | BE   | CDU  | PDR  | Votantes |
| ------------------------------------------------ | ----- | ----- | ---- | ---- | ---- | -------- |
| Aveleda                                          | 50,72 | 32,30 | 5,66 | 5,11 | 0,67 | 901      |
| Caíde de Rei                                     | 42,63 | 34,80 | 8,70 | 5,41 | 1,10 | 1 276    |
| Cernadelo e Lousada (S. Miguel e Sta. Margarida) | 47,50 | 31,16 | 7,74 | 4,72 | 1,70 | 1 059    |
| Cristelos, Boim e Ordem                          | 46,19 | 33,82 | 7,76 | 3,76 | 0,91 | 3 726    |
| Figueiras e Covas                                | 54,24 | 26,44 | 6,05 | 4,33 | 0,81 | 1 108    |
| Lodares                                          | 45,58 | 31,81 | 8,74 | 3,99 | 1,23 | 1 053    |
| Lustosa e Barrosas (Santo Estêvão)               | 43,70 | 33,74 | 9,64 | 6,05 | 1,25 | 2 810    |
| Macieira                                         | 41,70 | 40,00 | 7,52 | 3,83 | 1,13 | 705      |
| Meinedo                                          | 33,65 | 41,13 | 9,17 | 6,83 | 1,05 | 2 181    |
| Nespereira e Casais                              | 45,86 | 35,33 | 8,06 | 2,85 | 1,10 | 1 823    |
| Nevogilde                                        | 61,42 | 25,19 | 5,10 | 3,68 | 0,42 | 1 195    |
| Silvares, Pias, Nogueira e Alvarenga             | 48,27 | 29,57 | 8,85 | 4,43 | 1,29 | 3 186    |
| Sousela                                          | 53,26 | 27,72 | 5,84 | 3,55 | 1,37 | 873      |
| Torno                                            | 49,92 | 31,77 | 7,09 | 4,22 | 1,11 | 1 256    |
| Vilar do Torno e Alentém                         | 37,76 | 40,38 | 8,60 | 5,10 | 1,31 | 686      |
| Lousada                                          | 46,23 | 33,08 | 7,99 | 4,60 | 1,09 | 23 838   |

### Maia
| Partido                 | Partido                         | Votos   | %               | +/-   |
| ----------------------- | ------------------------------- | ------- | --------------- | ----- |
|                         | Portugal à Frente               | 27 964  | 38,15 / 100,00  | 11,49 |
|                         | Partido Socialista              | 22 970  | 31,34 / 100,00  | 1,42  |
|                         | Bloco de Esquerda               | 9 626   | 13,13 / 100,00  | 7,12  |
|                         | Coligação Democrática Unitária  | 4 846   | 6,61 / 100,00   | 0,66  |
|                         | Pessoas–Animais–Natureza        | 1 559   | 2,13 / 100,00   | 1,03  |
|                         | Partido Democrático Republicano | 870     | 1,19 / 100,00   | Novo  |
|                         | Outros                          | 2 630   | 3,59 / 100,00   |       |
| Votos Inválidos         | Votos Inválidos                 | 2 833   | 3,86 / 100,00   | 0,68  |
| Total                   | Total                           | 73 298  | 100,00 / 100,00 |       |
| Eleitorado/Participação | Eleitorado/Participação         | 113 346 | 64,67 / 100,00  | 2,78  |

| Freguesia               | %     | %     | %     | %    | %    | %    | Votantes |
| Freguesia               | PÀF   | PS    | BE    | CDU  | PAN  | PDR  | Votantes |
| ----------------------- | ----- | ----- | ----- | ---- | ---- | ---- | -------- |
| Águas Santas            | 33,04 | 33,82 | 14,67 | 7,79 | 2,24 | 0,98 | 14 316   |
| Castêlo da Maia         | 43,15 | 29,33 | 12,10 | 4,95 | 1,65 | 1,23 | 9 650    |
| Cidade da Maia          | 39,75 | 30,37 | 13,01 | 6,06 | 2,22 | 1,29 | 22 573   |
| Folgosa                 | 45,40 | 28,16 | 10,81 | 5,62 | 1,34 | 1,12 | 1 868    |
| Milheirós               | 35,14 | 34,62 | 12,84 | 6,72 | 2,41 | 0,89 | 2 695    |
| Moreira                 | 38,42 | 30,31 | 13,73 | 6,18 | 2,39 | 1,41 | 6 955    |
| Nogueira e Silva Escura | 40,72 | 29,01 | 13,33 | 6,30 | 1,87 | 1,29 | 4 330    |
| Pedrouços               | 32,04 | 35,13 | 12,87 | 9,23 | 2,06 | 0,94 | 6 513    |
| São Pedro Fins          | 44,92 | 27,02 | 11,96 | 5,56 | 2,35 | 1,13 | 1 062    |
| Vila Nova da Telha      | 39,09 | 31,29 | 11,30 | 7,10 | 2,52 | 1,38 | 3 336    |
| Maia                    | 38,15 | 31,34 | 13,13 | 6,61 | 2,13 | 1,19 | 73 298   |

### Marco de Canaveses
| Partido                 | Partido                         | Votos  | %               | +/-  |
| ----------------------- | ------------------------------- | ------ | --------------- | ---- |
|                         | Portugal à Frente               | 12 094 | 48,44 / 100,00  | 5,54 |
|                         | Partido Socialista              | 7 670  | 30,72 / 100,00  | 2,83 |
|                         | Bloco de Esquerda               | 2 131  | 8,54 / 100,00   | 5,53 |
|                         | Coligação Democrática Unitária  | 1 012  | 4,05 / 100,00   | 0,80 |
|                         | Partido Democrático Republicano | 291    | 1,17 / 100,00   | Novo |
|                         | Outros                          | 1 015  | 4,05 / 100,00   |      |
| Votos Inválidos         | Votos Inválidos                 | 754    | 3,02 / 100,00   | 0,16 |
| Total                   | Total                           | 24 967 | 100,00 / 100,00 |      |
| Eleitorado/Participação | Eleitorado/Participação         | 46 539 | 53,65 / 100,00  | 3,88 |

| Freguesia                         | %     | %     | %     | %     | %    | Votantes |
| Freguesia                         | PÀF   | PS    | BE    | CDU   | PDR  | Votantes |
| --------------------------------- | ----- | ----- | ----- | ----- | ---- | -------- |
| Alpendorada, Várzea e Torrão      | 63,01 | 21,57 | 6,15  | 2,79  | 0,79 | 3 904    |
| Avessadas e Rosém                 | 50,78 | 26,38 | 10,01 | 2,96  | 0,56 | 709      |
| Banho e Carvalhosa                | 38,07 | 37,89 | 8,95  | 6,32  | 1,93 | 570      |
| Bem Viver                         | 59,48 | 20,00 | 9,33  | 2,68  | 0,87 | 1 715    |
| Constance                         | 37,74 | 37,06 | 8,25  | 6,55  | 1,58 | 885      |
| Marco                             | 39,16 | 36,44 | 10,74 | 4,64  | 1,28 | 5 411    |
| Paredes de Viadores e Manhuncelos | 35,51 | 35,90 | 12,01 | 6,40  | 1,17 | 766      |
| Penhalonga e Paços de Gaiolo      | 49,68 | 31,92 | 5,86  | 3,52  | 1,17 | 1 109    |
| Sande e São Lourenço do Douro     | 67,52 | 14,91 | 6,63  | 2,49  | 1,41 | 1 207    |
| Santo Isidoro e Livração          | 50,51 | 23,21 | 7,82  | 11,56 | 0,85 | 1 176    |
| Soalhães                          | 33,61 | 47,23 | 8,70  | 2,71  | 1,20 | 1 586    |
| Sobretâmega                       | 42,56 | 38,18 | 7,88  | 3,50  | 0,88 | 571      |
| Tabuado                           | 45,01 | 33,69 | 9,30  | 3,37  | 0,94 | 742      |
| Várzea, Aliviada e Folhada        | 50,00 | 28,59 | 9,48  | 4,13  | 1,61 | 1 308    |
| Vila Boa de Quires e Maureles     | 53,95 | 26,08 | 8,38  | 3,53  | 1,37 | 1 898    |
| Vila Boa do Bispo                 | 62,77 | 20,78 | 6,45  | 1,99  | 1,42 | 1 410    |
| Marco de Canaveses                | 48,44 | 30,72 | 8,54  | 4,05  | 1,17 | 24 967   |

### Matosinhos
| Partido                 | Partido                         | Votos   | %               | +/-   |
| ----------------------- | ------------------------------- | ------- | --------------- | ----- |
|                         | Partido Socialista              | 34 071  | 36,48 / 100,00  | 2,15  |
|                         | Portugal à Frente               | 30 653  | 32,82 / 100,00  | 11,43 |
|                         | Bloco de Esquerda               | 12 411  | 13,29 / 100,00  | 6,66  |
|                         | Coligação Democrática Unitária  | 6 811   | 7,29 / 100,00   | 0,28  |
|                         | Pessoas–Animais–Natureza        | 1 870   | 2,00 / 100,00   | 0,89  |
|                         | Partido Democrático Republicano | 957     | 1,02 / 100,00   | Novo  |
|                         | PCTP/MRPP                       | 942     | 1,01 / 100,00   | 0,07  |
|                         | Outros                          | 2 465   | 2,64 / 100,00   |       |
| Votos Inválidos         | Votos Inválidos                 | 3 220   | 3,44 / 100,00   | 0,47  |
| Total                   | Total                           | 93 400  | 100,00 / 100,00 |       |
| Eleitorado/Participação | Eleitorado/Participação         | 150 978 | 61,86 / 100,00  | 2,93  |

| Freguesia                               | %     | %     | %     | %    | %    | %    | %    | Votantes |
| Freguesia                               | PS    | PÀF   | BE    | CDU  | PAN  | PDR  | PCTP | Votantes |
| --------------------------------------- | ----- | ----- | ----- | ---- | ---- | ---- | ---- | -------- |
| Custóias, Leça do Balio e Guifões       | 38,60 | 29,12 | 14,02 | 8,09 | 2,07 | 1,07 | 1,24 | 22 969   |
| Matosinhos e Leça da Palmeira           | 35,72 | 36,30 | 12,04 | 6,37 | 1,96 | 0,85 | 0,80 | 27 159   |
| Perafita, Lavra e Santa Cruz do Bispo   | 37,65 | 32,51 | 12,89 | 6,20 | 1,89 | 1,21 | 1,13 | 15 262   |
| São Mamede de Infesta e Senhora da Hora | 34,84 | 32,64 | 14,12 | 8,13 | 2,06 | 1,06 | 0,96 | 28 010   |
| Matosinhos                              | 36,48 | 32,82 | 13,29 | 7,29 | 2,00 | 1,02 | 1,01 | 93 400   |

### Paços de Ferreira
| Partido                 | Partido                         | Votos  | %               | +/-  |
| ----------------------- | ------------------------------- | ------ | --------------- | ---- |
|                         | Portugal à Frente               | 15 220 | 54,27 / 100,00  | 3,02 |
|                         | Partido Socialista              | 7 501  | 26,75 / 100,00  | 3,15 |
|                         | Bloco de Esquerda               | 1 902  | 6,78 / 100,00   | 3,82 |
|                         | Coligação Democrática Unitária  | 1 171  | 4,18 / 100,00   | 0,73 |
|                         | Partido Democrático Republicano | 308    | 1,10 / 100,00   | Novo |
|                         | Outros                          | 1 042  | 3,72 / 100,00   |      |
| Votos Inválidos         | Votos Inválidos                 | 900    | 3,21 / 100,00   | 0,04 |
| Total                   | Total                           | 28 044 | 100,00 / 100,00 |      |
| Eleitorado/Participação | Eleitorado/Participação         | 47 777 | 58,70 / 100,00  | 5,08 |

| Freguesia               | %     | %     | %    | %     | %    | Votantes |
| Freguesia               | PÀF   | PS    | BE   | CDU   | PDR  | Votantes |
| ----------------------- | ----- | ----- | ---- | ----- | ---- | -------- |
| Carvalhosa              | 58,48 | 24,03 | 6,50 | 2,50  | 1,10 | 2 276    |
| Eiriz                   | 56,97 | 27,71 | 5,37 | 2,25  | 1,13 | 1 155    |
| Ferreira                | 56,18 | 26,71 | 6,38 | 2,67  | 1,13 | 2 209    |
| Figueiró                | 50,77 | 31,01 | 7,57 | 3,23  | 0,66 | 1 361    |
| Frazão Arreigada        | 60,66 | 22,74 | 5,86 | 2,88  | 0,61 | 3 091    |
| Freamunde               | 36,95 | 32,25 | 9,64 | 12,42 | 1,33 | 3 848    |
| Meixomil                | 58,27 | 25,13 | 6,04 | 3,61  | 0,74 | 1 886    |
| Paços de Ferreira       | 57,46 | 27,20 | 6,52 | 2,60  | 1,27 | 4 574    |
| Penamaior               | 63,61 | 21,55 | 5,11 | 2,66  | 0,90 | 1 995    |
| Raimonda                | 49,70 | 34,35 | 5,66 | 4,02  | 1,34 | 1 342    |
| Sanfins Lamoso Codessos | 53,78 | 28,55 | 7,00 | 3,06  | 1,27 | 2 841    |
| Seroa                   | 55,32 | 26,94 | 7,30 | 2,52  | 1,50 | 1 466    |
| Paços de Ferreira       | 54,27 | 26,75 | 6,78 | 4,18  | 1,10 | 28 044   |

### Paredes
| Partido                 | Partido                        | Votos  | %               | +/-  |
| ----------------------- | ------------------------------ | ------ | --------------- | ---- |
|                         | Portugal à Frente              | 23 139 | 51,49 / 100,00  | 5,51 |
|                         | Partido Socialista             | 12 028 | 26,76 / 100,00  | 2,24 |
|                         | Bloco de Esquerda              | 3 622  | 8,06 / 100,00   | 5,10 |
|                         | Coligação Democrática Unitária | 2 206  | 4,91 / 100,00   | 0,82 |
|                         | Outros                         | 2 380  | 5,29 / 100,00   |      |
| Votos Inválidos         | Votos Inválidos                | 1 566  | 3,49 / 100,00   | 0,02 |
| Total                   | Total                          | 44 941 | 100,00 / 100,00 |      |
| Eleitorado/Participação | Eleitorado/Participação        | 72 891 | 61,66 / 100,00  | 4,33 |

| Freguesia        | %     | %     | %     | %     | Votantes |
| Freguesia        | PÀF   | PS    | BE    | CDU   | Votantes |
| ---------------- | ----- | ----- | ----- | ----- | -------- |
| Aguiar de Sousa  | 40,11 | 32,63 | 10,17 | 5,59  | 895      |
| Astromil         | 54,53 | 22,48 | 8,39  | 3,36  | 596      |
| Baltar           | 48,50 | 30,22 | 7,80  | 4,72  | 2 604    |
| Beire            | 59,91 | 27,79 | 3,98  | 2,68  | 1 155    |
| Cete             | 31,04 | 37,13 | 12,32 | 8,96  | 1 640    |
| Cristelo         | 64,56 | 21,89 | 5,30  | 2,34  | 982      |
| Duas Igrejas     | 71,16 | 15,19 | 4,82  | 1,70  | 1 824    |
| Gandra           | 47,78 | 26,20 | 9,92  | 5,74  | 3 397    |
| Lordelo          | 57,13 | 24,40 | 5,95  | 4,10  | 4 807    |
| Louredo          | 67,42 | 15,79 | 6,02  | 3,38  | 798      |
| Parada de Todeia | 22,76 | 37,38 | 7,65  | 25,15 | 1 006    |
| Paredes          | 50,58 | 27,40 | 9,04  | 3,80  | 10 710   |
| Rebordosa        | 57,30 | 27,61 | 7,55  | 3,32  | 4 609    |
| Recarei          | 35,23 | 34,00 | 11,36 | 9,76  | 2 509    |
| Sobreira         | 31,47 | 41,48 | 10,14 | 6,77  | 2 288    |
| Sobrosa          | 65,14 | 20,44 | 4,44  | 2,19  | 1 463    |
| Vandoma          | 50,96 | 26,08 | 10,75 | 4,41  | 1 246    |
| Vilela           | 69,36 | 15,71 | 4,56  | 2,57  | 2 412    |
| Paredes          | 51,49 | 26,76 | 8,06  | 4,91  | 44 941   |

### Penafiel
| Partido                 | Partido                         | Votos  | %               | +/-  |
| ----------------------- | ------------------------------- | ------ | --------------- | ---- |
|                         | Portugal à Frente               | 17 352 | 44,85 / 100,00  | 6,06 |
|                         | Partido Socialista              | 12 534 | 32,40 / 100,00  | 1,80 |
|                         | Bloco de Esquerda               | 3 395  | 8,78 / 100,00   | 5,67 |
|                         | Coligação Democrática Unitária  | 1 908  | 4,93 / 100,00   | 0,57 |
|                         | PCTP/MRPP                       | 444    | 1,15 / 100,00   | 0,01 |
|                         | Pessoas–Animais–Natureza        | 418    | 1,08 / 100,00   | 0,55 |
|                         | Partido Democrático Republicano | 397    | 1,03 / 100,00   | Novo |
|                         | Outros                          | 965    | 2,50 / 100,00   |      |
| Votos Inválidos         | Votos Inválidos                 | 1 272  | 3,29 / 100,00   | 0,34 |
| Total                   | Total                           | 38 685 | 100,00 / 100,00 |      |
| Eleitorado/Participação | Eleitorado/Participação         | 62 499 | 61,90 / 100,00  | 3,80 |

| Freguesia                 | %     | %     | %     | %     | %    | %    | %    | Votantes |
| Freguesia                 | PÀF   | PS    | BE    | CDU   | PCTP | PAN  | PDR  | Votantes |
| ------------------------- | ----- | ----- | ----- | ----- | ---- | ---- | ---- | -------- |
| Abragão                   | 57,05 | 28,19 | 5,21  | 2,99  | 0,58 | 0,58 | 1,06 | 1 036    |
| Boelhe                    | 46,18 | 30,55 | 4,94  | 8,46  | 1,53 | 1,06 | 0,71 | 851      |
| Bustelo                   | 35,68 | 38,32 | 7,82  | 6,16  | 2,15 | 1,27 | 0,88 | 1 023    |
| Cabeça Santa              | 48,44 | 32,39 | 9,15  | 2,76  | 0,51 | 0,73 | 0,94 | 1 377    |
| Canelas                   | 57,32 | 23,72 | 5,45  | 4,09  | 0,79 | 0,79 | 0,68 | 881      |
| Capela                    | 47,29 | 29,77 | 11,56 | 3,68  | 0,70 | 0,53 | 0,88 | 571      |
| Castelões                 | 43,73 | 40,56 | 7,10  | 3,30  | 0,51 | 0,38 | 0,51 | 789      |
| Croca                     | 43,00 | 33,72 | 8,37  | 5,73  | 1,95 | 0,34 | 1,03 | 872      |
| Duas Igrejas              | 42,98 | 32,83 | 9,96  | 3,23  | 1,61 | 1,33 | 0,57 | 1 054    |
| Eja                       | 47,77 | 31,26 | 9,13  | 3,50  | 0,19 | 1,17 | 2,33 | 515      |
| Fonte Arcada              | 32,15 | 41,76 | 10,76 | 5,95  | 1,60 | 1,14 | 0,69 | 874      |
| Galegos                   | 51,19 | 32,25 | 6,72  | 3,67  | 1,02 | 0,41 | 0,75 | 1 473    |
| Guilhufe e Urrô           | 40,33 | 33,64 | 9,45  | 5,50  | 1,85 | 1,36 | 1,14 | 2 274    |
| Irivo                     | 41,23 | 33,01 | 11,00 | 5,42  | 0,72 | 1,12 | 0,88 | 1 254    |
| Lagares e Figueira        | 47,21 | 28,14 | 10,46 | 4,18  | 0,95 | 1,14 | 0,95 | 1 578    |
| Luzim e Vila Cova         | 55,76 | 26,69 | 6,02  | 4,64  | 1,13 | 0,38 | 1,50 | 798      |
| Oldrões                   | 52,84 | 26,33 | 7,95  | 3,50  | 1,42 | 1,23 | 0,95 | 1 056    |
| Paço de Sousa             | 37,77 | 32,70 | 11,46 | 8,02  | 1,45 | 0,91 | 1,59 | 2 208    |
| Penafiel                  | 41,01 | 35,25 | 9,19  | 5,11  | 0,94 | 1,49 | 1,05 | 8 446    |
| Perozelo                  | 47,18 | 28,82 | 11,80 | 3,08  | 2,01 | 1,07 | 1,34 | 746      |
| Rans                      | 45,93 | 30,94 | 10,53 | 3,91  | 0,76 | 1,09 | 1,63 | 921      |
| Recezinhos (São Mamede)   | 38,93 | 44,13 | 6,56  | 3,28  | 1,09 | 0,96 | 0,96 | 732      |
| Recezinhos (São Martinho) | 47,18 | 34,40 | 7,45  | 3,09  | 0,96 | 0,75 | 0,64 | 939      |
| Rio de Moinhos            | 50,59 | 29,51 | 7,58  | 3,75  | 0,72 | 1,25 | 1,38 | 1 518    |
| Rio Mau                   | 20,59 | 45,29 | 10,35 | 13,41 | 2,24 | 1,65 | 0,59 | 850      |
| Sebolido                  | 25,21 | 44,17 | 8,96  | 11,67 | 1,46 | 0,83 | 0,83 | 480      |
| Termas de São Vicente     | 55,67 | 23,92 | 7,86  | 3,80  | 1,13 | 0,84 | 0,91 | 2 734    |
| Valpedre                  | 64,43 | 17,49 | 7,43  | 3,35  | 1,08 | 1,32 | 0,96 | 835      |
| Penafiel                  | 44,85 | 32,40 | 8,78  | 4,93  | 1,15 | 1,08 | 1,03 | 38 685   |

### Porto
| Partido                 | Partido                        | Votos   | %               | +/-   |
| ----------------------- | ------------------------------ | ------- | --------------- | ----- |
|                         | Portugal à Frente              | 51 611  | 38,49 / 100,00  | 12,68 |
|                         | Partido Socialista             | 43 730  | 32,62 / 100,00  | 4,63  |
|                         | Bloco de Esquerda              | 15 222  | 11,35 / 100,00  | 5,49  |
|                         | Coligação Democrática Unitária | 11 213  | 8,36 / 100,00   | 0,58  |
|                         | Pessoas–Animais–Natureza       | 2 522   | 1,88 / 100,00   | 0,60  |
|                         | Outros                         | 5 624   | 4,19 / 100,00   |       |
| Votos Inválidos         | Votos Inválidos                | 4 156   | 3,10 / 100,00   | 0,31  |
| Total                   | Total                          | 134 078 | 100,00 / 100,00 |       |
| Eleitorado/Participação | Eleitorado/Participação        | 216 038 | 62,06 / 100,00  | 1,99  |

| Freguesia                                                       | %     | %     | %     | %     | %    | Votantes |
| Freguesia                                                       | PÀF   | PS    | BE    | CDU   | PAN  | Votantes |
| --------------------------------------------------------------- | ----- | ----- | ----- | ----- | ---- | -------- |
| Aldoar, Foz do Douro e Nevogilde                                | 53,78 | 25,49 | 7,87  | 5,08  | 1,47 | 17 899   |
| Bonfim                                                          | 37,86 | 32,58 | 11,71 | 8,71  | 1,94 | 13 989   |
| Campanhã                                                        | 25,50 | 40,78 | 12,34 | 12,20 | 1,96 | 17 190   |
| Cedofeita, Santo Ildefonso, Sé, Miragaia, São Nicolau e Vitória | 36,64 | 33,56 | 12,10 | 8,37  | 2,01 | 21 847   |
| Lordelo do Ouro e Massarelos                                    | 40,62 | 30,85 | 11,19 | 8,62  | 1,68 | 16 087   |
| Paranhos                                                        | 35,66 | 33,64 | 12,46 | 8,40  | 2,04 | 26 211   |
| Ramalde                                                         | 40,37 | 31,11 | 11,24 | 7,53  | 1,95 | 20 855   |
| Porto                                                           | 38,49 | 32,62 | 11,35 | 8,36  | 1,88 | 134 078  |

### Póvoa de Varzim
| Partido                 | Partido                         | Votos  | %               | +/-  |
| ----------------------- | ------------------------------- | ------ | --------------- | ---- |
|                         | Portugal à Frente               | 17 376 | 54,13 / 100,00  | 7,94 |
|                         | Partido Socialista              | 7 834  | 24,41 / 100,00  | 1,48 |
|                         | Bloco de Esquerda               | 2 580  | 8,04 / 100,00   | 3,57 |
|                         | Coligação Democrática Unitária  | 1 420  | 4,42 / 100,00   | 0,36 |
|                         | Pessoas–Animais–Natureza        | 424    | 1,32 / 100,00   | 0,55 |
|                         | Partido Democrático Republicano | 382    | 1,19 / 100,00   | Novo |
|                         | Outros                          | 969    | 3,03 / 100,00   |      |
| Votos Inválidos         | Votos Inválidos                 | 1 114  | 3,47 / 100,00   | 0,10 |
| Total                   | Total                           | 32 099 | 100,00 / 100,00 |      |
| Eleitorado/Participação | Eleitorado/Participação         | 60 227 | 53,30 / 100,00  | 2,96 |

| Freguesia                         | %     | %     | %    | %    | %    | %    | Votantes |
| Freguesia                         | PÀF   | PS    | BE   | CDU  | PAN  | PDR  | Votantes |
| --------------------------------- | ----- | ----- | ---- | ---- | ---- | ---- | -------- |
| Aguçadoura e Navais               | 71,82 | 14,93 | 4,04 | 1,79 | 0,74 | 1,31 | 2 967    |
| Aver-o-Mar, Amorim e Terroso      | 56,27 | 24,19 | 7,03 | 3,55 | 1,24 | 1,09 | 6 611    |
| Balazar                           | 62,61 | 21,03 | 6,39 | 1,65 | 0,76 | 0,82 | 1 455    |
| Estela                            | 67,70 | 18,28 | 4,42 | 1,50 | 1,09 | 0,92 | 1 198    |
| Laundos                           | 66,06 | 15,92 | 6,10 | 2,82 | 0,91 | 1,18 | 1 099    |
| Póvoa de Varzim, Beiriz e Argivai | 46,68 | 28,15 | 9,86 | 5,95 | 1,57 | 1,25 | 17 397   |
| Rates                             | 69,68 | 14,14 | 4,88 | 1,75 | 0,87 | 1,31 | 1 372    |
| Póvoa de Varzim                   | 54,13 | 24,41 | 8,04 | 4,42 | 1,32 | 1,19 | 32 099   |

### Santo Tirso
| Partido                 | Partido                         | Votos  | %               | +/-  |
| ----------------------- | ------------------------------- | ------ | --------------- | ---- |
|                         | Portugal à Frente               | 15 603 | 39,25 / 100,00  | 6,28 |
|                         | Partido Socialista              | 14 523 | 36,53 / 100,00  | 2,28 |
|                         | Bloco de Esquerda               | 3 817  | 9,60 / 100,00   | 5,50 |
|                         | Coligação Democrática Unitária  | 2 310  | 5,81 / 100,00   | 0,53 |
|                         | PCTP/MRPP                       | 463    | 1,16 / 100,00   | 0,31 |
|                         | Partido Democrático Republicano | 440    | 1,11 / 100,00   | Novo |
|                         | Pessoas–Animais–Natureza        | 437    | 1,10 / 100,00   | 0,46 |
|                         | Outros                          | 886    | 2,24 / 100,00   |      |
| Votos Inválidos         | Votos Inválidos                 | 1 275  | 3,21 / 100,00   | 0,02 |
| Total                   | Total                           | 39 754 | 100,00 / 100,00 |      |
| Eleitorado/Participação | Eleitorado/Participação         | 63 737 | 62,37 / 100,00  | 3,58 |

| Freguesia                         | %     | %     | %     | %     | %    | %    | %    | Votantes |
| Freguesia                         | PÀF   | PS    | BE    | CDU   | PCTP | PDR  | PAN  | Votantes |
| --------------------------------- | ----- | ----- | ----- | ----- | ---- | ---- | ---- | -------- |
| Agrela                            | 50,52 | 28,57 | 9,21  | 2,28  | 0,31 | 1,04 | 2,17 | 966      |
| Água Longa                        | 53,74 | 24,72 | 6,92  | 3,82  | 1,11 | 0,95 | 2,07 | 1 258    |
| Areias, Sequeiró, Lama e Palmeira | 39,12 | 41,26 | 8,38  | 3,14  | 0,70 | 1,08 | 0,93 | 3 880    |
| Aves                              | 38,16 | 34,68 | 12,07 | 5,98  | 1,36 | 0,83 | 0,90 | 4 565    |
| Carreira e Refojos de Riba de Ave | 40,73 | 36,90 | 8,98  | 4,49  | 0,98 | 0,73 | 0,73 | 1 225    |
| Lamelas e Guimarei                | 40,42 | 33,89 | 10,32 | 3,68  | 1,26 | 0,95 | 1,89 | 950      |
| Monte Córdova                     | 46,70 | 30,62 | 8,61  | 4,95  | 1,43 | 1,66 | 0,71 | 2 103    |
| Negrelos (São Tomé)               | 36,90 | 36,77 | 10,93 | 7,23  | 1,45 | 1,67 | 0,86 | 2 214    |
| Rebordões                         | 38,97 | 37,06 | 9,82  | 5,39  | 0,86 | 1,41 | 1,06 | 1 986    |
| Reguenga                          | 51,57 | 31,12 | 5,73  | 2,70  | 0,56 | 0,45 | 1,46 | 890      |
| Roriz                             | 34,15 | 37,46 | 9,74  | 8,80  | 2,08 | 1,37 | 0,90 | 2 114    |
| Santo Tirso, Couto e Burgães      | 39,30 | 38,31 | 9,04  | 4,87  | 1,01 | 1,05 | 1,24 | 11 711   |
| Vila Nova do Campo                | 34,83 | 37,91 | 10,65 | 8,11  | 1,42 | 0,94 | 1,04 | 3 933    |
| Vilarinho                         | 29,10 | 37,62 | 10,41 | 14,55 | 1,58 | 1,38 | 0,66 | 1 959    |
| Santo Tirso                       | 39,25 | 36,53 | 9,60  | 5,81  | 1,16 | 1,11 | 1,10 | 39 754   |

### Trofa
| Partido                 | Partido                         | Votos  | %               | +/-  |
| ----------------------- | ------------------------------- | ------ | --------------- | ---- |
|                         | Portugal à Frente               | 9 781  | 46,43 / 100,00  | 6,91 |
|                         | Partido Socialista              | 6 196  | 29,41 / 100,00  | 1,72 |
|                         | Bloco de Esquerda               | 2 052  | 9,74 / 100,00   | 5,81 |
|                         | Coligação Democrática Unitária  | 1 058  | 5,02 / 100,00   | 0,64 |
|                         | Pessoas–Animais–Natureza        | 249    | 1,18 / 100,00   | 0,59 |
|                         | Partido Democrático Republicano | 241    | 1,14 / 100,00   | Novo |
|                         | Outros                          | 703    | 3,32 / 100,00   |      |
| Votos Inválidos         | Votos Inválidos                 | 388    | 3,74 / 100,00   | 0,05 |
| Total                   | Total                           | 21 068 | 100,00 / 100,00 |      |
| Eleitorado/Participação | Eleitorado/Participação         | 33 513 | 62,87 / 100,00  | 2,40 |

| Freguesia                         | %     | %     | %     | %    | %    | %    | Votantes |
| Freguesia                         | PÀF   | PS    | BE    | CDU  | PAN  | PDR  | Votantes |
| --------------------------------- | ----- | ----- | ----- | ---- | ---- | ---- | -------- |
| Alvarelhos e Guidões              | 51,00 | 24,88 | 8,58  | 6,05 | 0,72 | 0,98 | 2 761    |
| Bougado (São Martinho e Santiago) | 47,38 | 29,13 | 9,41  | 4,49 | 1,18 | 1,31 | 11 905   |
| Coronado (São Romão e São Mamede) | 39,27 | 33,45 | 11,65 | 6,41 | 1,55 | 0,85 | 4 568    |
| Covelas                           | 48,61 | 30,76 | 8,20  | 3,50 | 1,09 | 1,21 | 829      |
| Muro                              | 53,23 | 25,67 | 9,45  | 3,38 | 0,80 | 0,90 | 1 005    |
| Trofa                             | 46,43 | 29,41 | 9,74  | 5,02 | 1,18 | 1,14 | 21 068   |

### Valongo
| Partido                 | Partido                         | Votos  | %               | +/-   |
| ----------------------- | ------------------------------- | ------ | --------------- | ----- |
|                         | Portugal à Frente               | 16 729 | 33,91 / 100,00  | 10,92 |
|                         | Partido Socialista              | 16 702 | 33,86 / 100,00  | 0,46  |
|                         | Bloco de Esquerda               | 6 436  | 13,05 / 100,00  | 7,24  |
|                         | Coligação Democrática Unitária  | 4 072  | 8,25 / 100,00   | 0,77  |
|                         | Pessoas–Animais–Natureza        | 885    | 1,79 / 100,00   | 0,75  |
|                         | PCTP/MRPP                       | 645    | 1,31 / 100,00   | 0,06  |
|                         | Partido Democrático Republicano | 627    | 1,27 / 100,00   | Novo  |
|                         | Outros                          | 1 371  | 2,77 / 100,00   |       |
| Votos Inválidos         | Votos Inválidos                 | 1 863  | 3,78 / 100,00   | 0,47  |
| Total                   | Total                           | 49 330 | 100,00 / 100,00 |       |
| Eleitorado/Participação | Eleitorado/Participação         | 82 065 | 60,11 / 100,00  | 3,43  |

| Freguesia       | %     | %     | %     | %     | %    | %    | %    | Votantes |
| Freguesia       | PÀF   | PS    | BE    | CDU   | PAN  | PCTP | PDR  | Votantes |
| --------------- | ----- | ----- | ----- | ----- | ---- | ---- | ---- | -------- |
| Alfena          | 36,00 | 33,32 | 12,81 | 6,21  | 1,74 | 1,09 | 1,40 | 7 714    |
| Campo e Sobrado | 37,59 | 29,60 | 9,71  | 12,73 | 1,46 | 2,06 | 1,01 | 8 206    |
| Ermesinde       | 32,57 | 35,87 | 14,09 | 7,00  | 1,82 | 1,15 | 1,26 | 21 186   |
| Valongo         | 32,45 | 33,57 | 13,62 | 8,72  | 2,01 | 1,21 | 1,39 | 12 224   |
| Valongo         | 33,91 | 33,86 | 13,05 | 8,25  | 1,79 | 1,31 | 1,27 | 49 330   |

### Vila do Conde
| Partido                 | Partido                         | Votos  | %               | +/-  |
| ----------------------- | ------------------------------- | ------ | --------------- | ---- |
|                         | Portugal à Frente               | 16 860 | 41,39 / 100,00  | 7,67 |
|                         | Partido Socialista              | 13 777 | 33,82 / 100,00  | 0,55 |
|                         | Bloco de Esquerda               | 4 020  | 9,87 / 100,00   | 4,53 |
|                         | Coligação Democrática Unitária  | 2 161  | 5,31 / 100,00   | 0,36 |
|                         | Pessoas–Animais–Natureza        | 624    | 1,53 / 100,00   | 0,72 |
|                         | Partido Democrático Republicano | 475    | 1,17 / 100,00   | Novo |
|                         | Outros                          | 1 395  | 3,41 / 100,00   |      |
| Votos Inválidos         | Votos Inválidos                 | 1 422  | 3,49 / 100,00   | 0,35 |
| Total                   | Total                           | 40 734 | 100,00 / 100,00 |      |
| Eleitorado/Participação | Eleitorado/Participação         | 70 279 | 57,96 / 100,00  | 1,74 |

| Freguesia                                 | %     | %     | %     | %     | %    | %    | Votantes |
| Freguesia                                 | PÀF   | PS    | BE    | CDU   | PAN  | PDR  | Votantes |
| ----------------------------------------- | ----- | ----- | ----- | ----- | ---- | ---- | -------- |
| Árvore                                    | 38,16 | 32,73 | 12,17 | 6,18  | 1,82 | 1,56 | 2 686    |
| Aveleda                                   | 34,27 | 39,02 | 9,65  | 5,87  | 2,24 | 1,40 | 715      |
| Azurara                                   | 32,32 | 30,84 | 13,67 | 10,43 | 2,59 | 1,57 | 1 083    |
| Bagunte, Ferreiró, Outeiro Maior e Parada | 53,63 | 29,90 | 5,85  | 3,05  | 0,76 | 0,95 | 1 572    |
| Fajozes                                   | 41,05 | 37,83 | 7,52  | 5,85  | 1,91 | 0,84 | 838      |
| Fornelo e Vairão                          | 45,79 | 32,31 | 8,65  | 4,13  | 1,38 | 0,84 | 1 306    |
| Gião                                      | 33,90 | 41,00 | 11,60 | 3,40  | 2,10 | 1,20 | 1 000    |
| Guilhabreu                                | 39,98 | 34,29 | 10,37 | 4,36  | 1,33 | 1,95 | 1 283    |
| Junqueira                                 | 48,17 | 36,74 | 5,15  | 2,18  | 0,52 | 0,87 | 1 146    |
| Labruge                                   | 38,00 | 36,21 | 11,58 | 5,12  | 1,73 | 0,45 | 1 563    |
| Macieira da Maia                          | 43,33 | 30,59 | 9,69  | 5,86  | 1,36 | 2,12 | 1 177    |
| Malta e Canidelo                          | 35,47 | 41,05 | 9,93  | 4,35  | 1,31 | 0,99 | 1 218    |
| Mindelo                                   | 43,85 | 31,25 | 10,07 | 4,12  | 2,18 | 0,94 | 2 016    |
| Modivas                                   | 35,38 | 38,31 | 12,40 | 5,85  | 1,11 | 1,11 | 992      |
| Retorta e Tougues                         | 44,17 | 31,13 | 9,48  | 5,48  | 1,39 | 0,78 | 1 150    |
| Rio Mau e Arcos                           | 61,38 | 22,69 | 4,66  | 3,02  | 0,85 | 1,05 | 1 525    |
| Touguinha e Touguinhó                     | 49,85 | 25,68 | 10,08 | 4,25  | 1,46 | 1,58 | 1 647    |
| Vila Chã                                  | 46,41 | 35,22 | 6,65  | 3,65  | 0,77 | 0,94 | 1 698    |
| Vila do Conde                             | 38,48 | 34,82 | 10,83 | 6,38  | 1,72 | 1,02 | 13 112   |
| Vilar do Pinheiro                         | 39,89 | 36,94 | 8,09  | 5,00  | 1,44 | 1,03 | 1 459    |
| Vilar e Mosteiró                          | 38,70 | 34,88 | 10,40 | 5,17  | 0,97 | 2,33 | 1 548    |
| Vila do Conde                             | 41,39 | 33,82 | 9,87  | 5,31  | 1,53 | 1,17 | 40 734   |

### Vila Nova de Gaia
| Partido                 | Partido                         | Votos   | %               | +/-   |
| ----------------------- | ------------------------------- | ------- | --------------- | ----- |
|                         | Portugal à Frente               | 55 394  | 34,49 / 100,00  | 12,54 |
|                         | Partido Socialista              | 54 010  | 33,63 / 100,00  | 1,96  |
|                         | Bloco de Esquerda               | 21 156  | 13,17 / 100,00  | 7,07  |
|                         | Coligação Democrática Unitária  | 12 604  | 7,85 / 100,00   | 0,49  |
|                         | Pessoas–Animais–Natureza        | 3 182   | 1,98 / 100,00   | 0,97  |
|                         | PCTP/MRPP                       | 2 080   | 1,29 / 100,00   | 0,27  |
|                         | Partido Democrático Republicano | 2 002   | 1,25 / 100,00   | Novo  |
|                         | Outros                          | 4 271   | 2,66 / 100,00   |       |
| Votos Inválidos         | Votos Inválidos                 | 5 919   | 3,69 / 100,00   | 0,27  |
| Total                   | Total                           | 160 618 | 100,00 / 100,00 |       |
| Eleitorado/Participação | Eleitorado/Participação         | 263 258 | 61,01 / 100,00  | 3,23  |

| Freguesia                            | %     | %     | %     | %     | %    | %    | %    | Votantes |
| Freguesia                            | PÀF   | PS    | BE    | CDU   | PAN  | PCTP | PDR  | Votantes |
| ------------------------------------ | ----- | ----- | ----- | ----- | ---- | ---- | ---- | -------- |
| Arcozelo                             | 43,43 | 27,33 | 11,98 | 6,14  | 1,67 | 1,14 | 1,37 | 7 889    |
| Avintes                              | 27,56 | 38,64 | 12,43 | 11,52 | 1,53 | 1,74 | 1,12 | 5 867    |
| Canelas                              | 32,76 | 34,38 | 14,26 | 7,24  | 2,05 | 1,34 | 1,18 | 6 783    |
| Canidelo                             | 28,50 | 36,35 | 15,56 | 8,15  | 2,29 | 1,39 | 1,40 | 14 700   |
| Grijó e Sermonde                     | 40,94 | 30,72 | 11,72 | 5,72  | 1,53 | 1,45 | 1,52 | 6 204    |
| Gulpilhares e Valadares              | 35,56 | 31,25 | 13,15 | 8,28  | 2,21 | 1,25 | 1,30 | 11 477   |
| Madalena                             | 33,27 | 32,75 | 14,45 | 9,26  | 1,77 | 1,25 | 1,40 | 5 585    |
| Mafamude e Vilar do Paraíso          | 35,38 | 32,49 | 14,01 | 7,83  | 1,99 | 1,01 | 1,04 | 27 913   |
| Oliveira do Douro                    | 28,19 | 36,80 | 14,00 | 10,03 | 2,15 | 1,53 | 1,21 | 12 119   |
| Pedroso e Seixezelo                  | 37,81 | 34,33 | 11,19 | 5,97  | 1,68 | 1,40 | 1,48 | 10 750   |
| Sandim, Olival, Lever e Crestuma     | 44,20 | 31,49 | 9,33  | 4,68  | 1,53 | 0,97 | 1,17 | 9 921    |
| Santa Marinha e São Pedro da Afurada | 31,18 | 35,67 | 13,61 | 8,88  | 2,13 | 1,31 | 1,13 | 18 467   |
| São Félix da Marinha                 | 40,45 | 32,05 | 10,50 | 6,04  | 1,85 | 1,13 | 1,17 | 7 246    |
| Serzedo e Perosinho                  | 37,86 | 32,52 | 11,63 | 6,76  | 2,19 | 1,40 | 1,50 | 7 118    |
| Vilar de Andorinho                   | 27,22 | 35,25 | 15,68 | 10,13 | 2,38 | 1,76 | 1,26 | 8 579    |
| Vila Nova de Gaia                    | 34,49 | 33,63 | 13,17 | 7,85  | 1,98 | 1,29 | 1,25 | 160 618  |